# Laquenexy
Laquenexy é uma comuna francesa na região administrativa do Grande Leste, no departamento de Mosela. Estende-se por uma área de 9.09 km², e possui 1.181 habitantes, segundo o censo de 2018, com uma densidade de 130 hab/km².